# منطقه علی صبیح
اقلیم علی صبیح (به عربی: إقلیم علی صبیح) یک سکونتگاه مسکونی در جیبوتی است که در جیبوتی واقع شده‌است.

## خصوصیات
اقلیم علی صبیح ۲٬۴۰۰ کیلومترمربع مساحت و ۹۰٬۰۰۵ نفر جمعیت دارد.